# أمين الحافظ (سوريا)
محمد أمين الحافظ (1921 - 17 ديسمبر 2009)، رئيس سوريا بين 27 تموز / يوليو 1963 و 23 شباط / فبراير 1966. ورئيس الوزراء (1964-1965)، كان قد تخرج في الكلية العسكرية عام 1946، وشارك في حرب 1948. شغل منصب وزير الداخلية بعد تسلّم حزب البعث الحكم في آذار / مارس 1963 وذلك قبل تولّيه رئاسة الجمهورية. شهد عهده توجهاً اشتراكياً للاقتصاد. أُطيح به عام 1966 بانقلابٍ قاده صلاح جديد وألقي القبض عليه قبل أن يفرج عنه بعد حرب 1967، عاش بعدها في المنفى في العراق، عاد إلى سوريا في تشرين الثاني / نوفمبر 2003 وذلك بعد الغزو الأمريكي للعراق.

## نشأته
ولد محمد أمين الحافظ عام 1921 في حلب  بمنطقة تسمى حي البياضة من عائلة سنية، انخرط في العمل السياسي مبكرا، وشارك في مظاهرة ضد الاحتلال الفرنسي عام 1936 واُعتقل وقضى في السجن بضعة أسابيع.

## حياته العسكرية
حاول كثيرا من المرات دخول الكلية العسكرية، ولم يتحقق ذلك إلا بعد انتهاء الانتداب الفرنسي عام 1946 ، وشارك في حرب 1948 كما وشارك في الانقلاب على أديب الشيشكلي عام 1954 .

## التحضير للوحدة
اختير ليكون عضواً في مجلس القيادة العسكرية الأعلى للجيش والقوات المسلحة والذي تشكل في أواخر عام 1956 وتكون 24 ضابط من قادة الجيش السوري بالإضافة للملحق العسكري المصري العقيد عبد المحسن أبو النور، وكانت الحياة السياسية السورية في المجمل متلاقية مع رغبات الشعب بالوحدة مع مصر، وقد كان من بين 14 ضابطًا سوريًا سافروا إلى مصر ضمن وفد عسكري لاقتراح الوحدة مع مصر على الرئيس جمال عبد الناصر والتي انتهت بإعلان الوحدة وقيام الجمهورية العربية المتحدة في 22 فبراير / شباط 1958.

## عهد الوحدة
خلال فترة الوحدة بقي في القوات المسلحة خلافاً لمعظم ضباط مجلس القيادة العسكرية الأعلى للجيش والقوات المسلحة الذين سرّحهم المشير عبد الحكيم عامر بحجة أنهم تدخلوا بالسياسة عندما سافروا إلى القاهرة وفاوضوا من أجل الوحدة. أمّا أمين الحافظ فقد نُقِل إلى الإقليم الجنوبي (مصر) ليشرف على إحدى القطعات العسكرية هناك.

## انقلاب الثامن من آذار
في 8 آذار / مارس 1963 وقعَ انقلاب قاده حزب البعث بمساعدة ودعم من الناصريين، أطاحَ بالحكومة التي أتت بعد الانفصال عن مصر وكان هذا بداية ظهور اسمه، حيث عُيّن عضواً في مجلس قيادة الثورة الذي انتخب الفريق لؤي الأتاسي رئيساً له، بينما شغل هو منصب وزير الداخلية في أول حكومة بعد الانقلاب.

### انقلاب 18 تموز
قام الناصريون بقيادة العقيد جاسم علوان بانقلاب بتاريخ 18 تموز / يوليو 1963 للإطاحة بلؤي الأتاسي الذي كان محسوباً على الناصريين والوحدويين ولكنه بعد أن أصبح رئيساً وقائداً للجيش قام بتسريحات ضد الضباط الناصريين في الجيش بحجة أنه قائد الجيش وهو يفعل به ما يشاء، لكن الحافظ وكونه وزيراً للداخلية قمع الانقلاب بقوة وقاد حملة ضد الناصريين أدت إلى مقتل واعتقال ضباط كثر وأدى ذلك إلى قيام وزير الدفاع الفريق محمد الصوفي المنتمي إلى الفكر الناصري إلى تقديم استقالته احتجاجاً على ما قام به.

### رئاسة الجمهورية
بعد قيامه بإفشال انقلاب الناصريين قام بعزل لؤي الأتاسي وتولّى رئاسة الجمهورية والمجلس الوطني لقيادة الثورة وتسلم جميع المناصب التي تشمل قيادة الجيش ومنصب الأمين القطري لحزب البعث. وقد أدى ما قام به من شدة بقمع انقلاب الناصريين إلى خسارته لكثير من رفاقة، حيث رفض الفريق محمد الصوفي التعامل معه، كما رفض العقيد ياسين فرجاني محافظ حماة الأسبق وأحد رموز الاتحاد الاشتراكي في سوريا والذي تربطه به صداقة شخصية جميع المناصب التي عرضها عليه ما لم يعد الوحدة مع مصر، وتوترت أيضاً في عهده العلاقات بين سوريا ومصر نتيجة استمرار اعتقال العقيد جاسم علوان. كما ظهرت في عهده قضية الجاسوس الإسرائيلي إيلي كوهين. وقد شهد عهده توجهًا اشتراكيًا للاقتصاد.

## الانقلاب عليه والاعتقال والنفي
في 23 شباط / فبراير أُطيح بحكمه بانقلاب دموي قاده اللواء صلاح جديد ، قاوم فيه الانقلابيين وأُلقي القبض عليه وسجنه، إلا أنه أُطلق سراحه بعد حرب 1967 ونفي إلى لبنان. وبعد أن تمكن حزب البعث بقيادة أحمد حسن البكر من إطاحة حكم عبد الرحمن عارف بعد انقلاب 17 تموز 1968 وتولي السلطة في العراق انتقل إلى العراق، وأصبح بعد ذلك من المقربين من الرئيس العراقي السابق صدام حسين.

## العودة من المنفى
بعد سقوط حزب البعث العراقي والغزو الأمريكي للعراق في 9 نيسان / أبريل حاول العودة إلى سوريا عبر نقطة القائم الحدودية لكن السلطات السورية لم تسمح له، إلى أن قررت السلطات السورية بقرار من الرئيس بشار الأسد باستقباله كرئيس أسبق للجمهورية، حيث عاد في نوفمبر 2003 وأقام في مسقط رأسه حلب، وظل رافضاً للحديث لوسائل الإعلام وذلك التزاماً منه بوعد قطعه إلى المسؤولين السوريين بأن لا يتحدث إلى الإعلام ولا يوجه أي رسالة....

## معرض صور

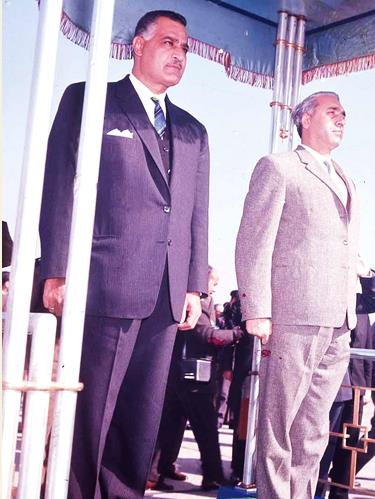
الرئيس السوري أمين الحافظ والرئيس المصري جمال عبد الناصر

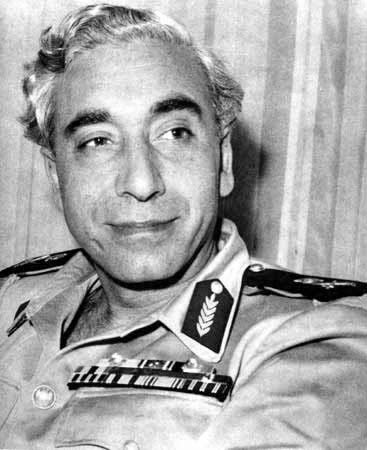
أمين الحافظ بالزي العسكري برتبة لواء عام 1965م

## الوفاة
أعلن في 17 ديسمبر 2009 عن وفاته بعد صراع مع المرض في المستشفى العسكري في حلب بشمال سوريا.

## وصلات خارجية
- أمين الحافظ في برنامج قناة الجزيرة شاهد على العصر.